# Tak daleko, tak blisko
Tak daleko, tak blisko (niem. In weiter Ferne, so nah!) – niemiecki film fantasy z 1993 roku w reżyserii Wima Wendersa. Kontynuacja wcześniejszego dzieła reżysera, Niebo nad Berlinem (1987). Zdjęcia kręcono w Berlinie.

## Opis fabuły
Grupa aniołów odwiedza Berlin i tęsknym wzrokiem obserwuje życie ludzi. Jeden z nich, z miłości do kobiety, postanawia zostać zwykłym śmiertelnikiem.

## Obsada
- Bruno Ganz jako Damiel
- Otto Sander jako Cassiel
- Nastassja Kinski jako Raphaela
- Horst Buchholz jako Tony Baker
- Willem Dafoe jako Emit Flesti
- Lajos Kovács jako Lali
- Rüdiger Vogler jako Phillip Winter
- Andrzej Pieczyński jako Czomsky
- Solveig Dommartin jako Marion
- Udo Samel jako Ochroniarz
- Hanns Zischler jako Dr Becker
- Heinz Rühmann jako Konrad
- Monika Hansen jako Hanna / Gertrud Becker
- Aline Krajewski jako Raissa
- Tilmann Vierzig jako Młody Konrad
- Antonia Westphal jako Młoda Hanna
- Ingo Schmitz jako Anton Becker
- Camilla Pontabry jako Doria
- Henri Alekan jako Kapitan
- Natan Fyodorovsky jako Rosjanin
- Ronald Nitschke jako Patzke
- Frédéric Darié jako Maurice
- Jean-Marie Rase jako Jules
- Bruno Krief jako Paul
- Armance Brown jako Paula
- Hugues Delforge jako Szybownik
- Claude Poncelet jako Szybownik

W filmie, portretując samych siebie wystąpili Peter Falk, Lou Reed i Michaił Gorbaczow.

## Nagrody i nominacje
- Złote Globy 1994
  - Nominacja w kategorii "Najlepsza piosenka" za "Stay" w wykonaniu Bono

- 46. MFF w Cannes
  - Nagroda Grand Prix Jury dla Wima Wendersa
  - Nominacja: Udział w konkursie głównym o nagrodę Złotej Palmy

- Camerimage 1994
  - Nominacja do Złotej Żaby dla  Jürgena Jürgesa